# 석중귀
진 출제 석중귀(晉 出帝 石重貴, 914년 7월 22일(음력 6월 27일) ~ 974년 7월 10일(음력 6월 18일))는 오대십국시대 후진(後晉)의 제2대이자 마지막 황제(재위 : 942년 ~ 946년)이다. 시호는 없어서 출제(出帝)나 소제(少帝)로 칭해지고 있다. 절일은 계성절(啓聖節)이다.

## 생애
석경당의 조카로서 타이위안(太原)에서 태어났다. 936년에 석경당을 따라서 낙양에 들어갔고, 북도유수(北都留守)를 지내고, 후에 제왕(齊王)으로 임명되었다.
942년 석경당이 사망하자 즉위를 하였고, 연호를 개운(開運)으로 개원하였다. 재위 중에 메뚜기떼가 각지에서 발생하였고, 피해를 입은 백성이 많아졌다. 또한 경연광(景延廣)의 건의에 의해 요나라에게 요나라의 신하로 하지 않겠다고 하여, 요나라에 대하여 강경한 모습을 보였다. 이 일로 후진에 침공한 요나라군을 2번을 걸쳐서 침공을 막았지만, 946년 요나라의 3번째 침공으로 개봉(開封)이 함락되어, 석중귀는 요나라의 포로가 되었고, 후에 건주(建州)에서 사망하였다.

## 가족관계

### 조부모와 부모
- 조부 : 헌조(憲祖) 효원황제(孝元皇帝) 석소옹(石紹雍)
- 조모 : 효원의황후(孝元懿皇后) 하씨(何氏)
- 부친 : 송왕(宋王) 석경유(石敬儒)
- 모친 : 황태비(皇太妃) 안씨(安氏)

### 양부모
- 양부 : 고조(高祖) 석경당(石敬瑭)
- 양모 : 황후(皇后) 이씨(李氏)

### 후비
| 봉호           | 시호       | 이름(성씨) | 별칭               | 재위년도      | 생몰년도 | 비고                      |
| -------------- | ---------- | ---------- | ------------------ | ------------- | -------- | ------------------------- |
| 국부인(國夫人) | 황후(皇后) | 장씨(張氏) | 위국부인(魏國夫人) | (추존)        |          | 출제 즉위 후 황후로 추존. |
| 황후(皇后)     |            | 풍씨(馮氏) | 오국부인(吳國夫人) | 943년 ~ 947년 |          |                           |

### 양자
- 제주방어사(齊州防御使) 석연후(石延煦)
- 정주자사(鄭州刺史) 석연보(石延寶)

### 황녀
- 공주(公主) 석씨(石氏)

## 기년
| 출제        | 원년           | 2년        | 3년                 | 4년        | 5년        | 6년        |
| ----------- | -------------- | ---------- | ------------------- | ---------- | ---------- | ---------- |
| 서력 (西曆) | 942년          | 943년      | 944년               | 945년      | 946년      | 947년      |
| 간지 (干支) | 임인(壬寅)     | 계묘(癸卯) | 갑진(甲辰)          | 을사(乙巳) | 병오(丙午) | 정미(丁未) |
| 연호 (年號) | 천복(天福) 7년 | 8년        | 9년 개운(開運) 원년 | 2년        | 3년        | 4년        |